# Admiraalshuis
Het Admiraalshuis is een monumentaal grachtenpand aan de Turfmarkt van de Nederlandse stad Gouda.

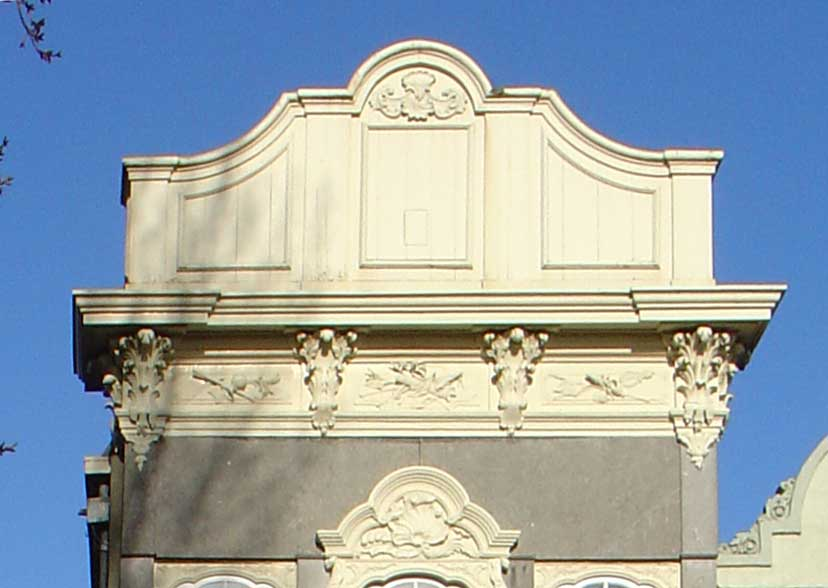
Detail van de gevel met daklijst

Het huis aan de Turfmarkt werd in 1667 gekocht door admiraal Jan den Haen van de beloning van 10.000 Engelse ponden, die hij had gekregen voor zijn verovering van de Great Charity bij de Slag bij Lowestoft tijdens de Tweede Engelse Oorlog. Later woonde vice-admiraal Roemer Vlacq in deze woning. De laatste liet het pand in 1757 voorzien van rococogevel in natuursteen. Vlacq behoorde tot de rijkste inwoners van Gouda. Hij bewaarde in dit huis zijn uitgebreide verzameling van circa honderd schilderijen. Zijn wijnkelder was de grootste van de stad.
Ook het interieur was volledig in rococostijl gedecoreerd, maar daar is veel van in de loop der tijd verloren gegaan. Het trappenhuis heeft nog het oorspronkelijk karakter behouden. De plafondschildering van de voorkamer bevindt zich in de collectie van het museum Het Catharinagasthuis.
De symbolen onder de daklijst verwijzen naar de maritieme achtergrond van de opdrachtgever, Roemer Vlacq: een globe, vaandels, een kanon, een helm en een kijker.
In 2015 heeft de Vereniging Hendrick de Keyser het pand, met buurpand op nummer 140, verworven.